# Estanys i molleres d'Engorgs
Els estanys i les molleres d'Engorgs formen un bell circ d'origen glacial situats a certa altitud, al voltant de 2500 m, amb el Puigpedrós (2915 m) a l'est i el Pic de Calm Colomer (2869 m) a l'oest com a punts més alts de la conca. Formen un conjunt relativament nombrós d'estanys petits, essent els de més superfície l'estany Llarg (1.7 ha) i els estanys Aparellats, amb una àrea propera a 1 ha.
La vegetació de la conca està dominada per prats de Festuca airoides o de Festuca yvesii, amb algunes clapes de pèl caní (Nardus stricta) o de Bellardiochloa variegata. És destacable la presència de molleres, essent la més gran de prop d'1 ha. L'estany Llarg és l'únic que té plantes aquàtiques. A l'estiu tot el fons queda recobert per Potamogeton alpinus. També s'hi pot trobar espargani (Sparganium angustifolium) i subularia (Subularia aquatica). Tots els estanys són oligotròfics, amb aigües molt transparents.
La característica faunística més destacable dels estanys d'Engorgs ha estat que no s'hi ha arribat a introduir cap espècie de peix, essent dels pocs estanys dels Pirineus que romanen en condicions pristines en aquest sentit. Són també dels pocs estanys pirinencs que tenen poblacions estables de crustacis del grup dels amfípodes, en concret, Gammarus lacustris, espècie abundant a zones temperades del nord d'Europa, però actualment només present en els dos extrems de l'àrea lacustre de la serralada pirinenca. Hi ha també una població important de granota roja (Rana temporaria).
L'estany i la seva conca es troba protegit dins la zona natural Tossa Plana de Lles – Puigpedrós de la xarxa Natura 2000. El seu estat ecològic és Molt Bo segons la classificació de la directiva marc de l'aigua. El fet que siguin els únics estanys sense peixos dels Pirineus Orientals fa que tingui un valor ecològic per la conservació molt alt. Caldria fer tots el possible per tal que segueixin així en el futur.